# Cały ja
Cały ja – utwór zespołu IRA pochodzący z pierwszej po siedmioletniej przerwie, płyty Tu i Teraz. Utwór znalazł się na szóstej pozycji na albumie, trwa 3 minuty i 52 sekundy.
Brzmienie piosenki utrzymane jest w rockowym melodyjnym klimacie. Tekst do utworu napisał Wojciech Byrski, natomiast kompozytorami utworu byli perkusista Wojciech Owczarek oraz gitarzysta Zbigniew Suski. Utwór był dość często grany na trasie promującej płytę, został także zagrany na przedpremierowym koncercie który się odbył 24 czerwca 2002 roku w studiu III Programu Polskiego Radia.

## Muzycy
- Artur Gadowski – śpiew, chór
- Wojtek Owczarek – perkusja
- Piotr Sujka – gitara basowa, chór
- Zbigniew Suski – gitara elektryczna
- Mateusz Noskowiak – chór